# 采兹语
采兹语（цезйас мецcezyas mec或цез мецcez mec）是一种由约1.5万采兹族（俄罗斯达吉斯坦共和国西南部聪塔区山区的穆斯林，2002年俄罗斯人口普查为15,354人）使用的东北高加索语系语言，名称据说来自采兹语的“雕”，可能是个伪词源。另一个名称迪多语来自格鲁吉亚语დიდი（didi），意为“大”。
采兹语缺乏书面形式。阿瓦尔语和俄语被用作地方性书面语，甚至在学校教授。使用阿瓦尔语的流利度在男性中比在女性中更高，且年轻人说俄语比说采兹语流利，可能是出于采兹语相关教育的缺乏。在学校前5年教授的不是采兹语而是阿瓦尔语，后5年教授的主要是俄语。
词汇有很多来自阿瓦尔语、格鲁吉亚语、阿拉伯语和俄语的影响，主要体现在借词上，对俄语来说还有语法和文体的影响。此外还有一些突厥语系借词。诸如传统文化的丢失、西式服装、技术和农业的扩张这些因素很可能最终导致了采兹语的弱势，渐渐被阿瓦尔语和俄语取代。
采兹语语法首先由格鲁吉亚语言学家大卫·因奈什维利（Davit Imnaishvili）在1963年分析。目前，以莫科克方言书写的采兹族民间传说文集正在编写。

## 方言
采兹语可被划为以下方言，它们的采兹语名称以圆括号给出：
- 阿萨赫方言（Asaq）
  - 采巴里方言（Ceboru）
- 莫科克方言（Newo）
- 基杰罗方言（Kidiro）
  - 沙伊特尔方言（Ešiƛʼ）
- 萨皮赫方言（Šopix）
- 萨加达方言（Soƛʼo）

此词条的语例是阿萨赫方言下的采巴里次方言。萨加达方言与其他方言的差异较大。
希努赫语和赫瓦尔什语曾一度被认为是采兹语方言，目前认为它们是有亲缘关系的同语支语言。

## 音系
每个音素均以IPA[严式记音]、拉丁字母和西里尔字母转写。

### 辅音
|        | 唇音                                           | 齿音                                           | 边音 齿龈音                            | 硬颚音                                | 软腭音                                                             | 小舌音                                       | 喉音                       | 声门音                     |
| ------ | ---------------------------------------------- | ---------------------------------------------- | -------------------------------------- | ------------------------------------- | ------------------------------------------------------------------ | -------------------------------------------- | -------------------------- | -------------------------- |
| 塞音   | [p] [b] [pʼ] p b pʼ п б пӀ （[pˤ] [bˤ] [pˤʼ]） | [t] [d] [tʼ] t d tʼ т д тӀ （[tʷ] [dʷ] [tʷʼ]） |                                        |                                       | [k] [ɡ] [kʼ] k g kʼ к г кӀ （[kʷ] [gʷ] [kʷʼ]） （[kˤ] [gˤ] [kˤʼ]） | [qʼ] qʼ къ （[qʷʼ]） （[qˤʼ]）               |                            |                            |
| 塞擦音 |                                                | [t͡s] [t͡sʼ] c cʼ ц цӀ （[t͡sʷ] [t͡sʷʼ]）          | [t͡ɬ] [t͡ɬʼ] ƛ ƛʼ лӀ кь （[t͡ɬʷ] [t͡ɬʷʼ]） | [t͡ʃ] [t͡ʃʼ] č čʼ ч чӀ （[t͡ʃʷ] [t͡ʃʷʼ]） |                                                                    | [q͡χ] q хъ （[q͡χʷ]） （[q͡χˤ]）                |                            |                            |
| 擦音   |                                                | [s] [z] s z с з （[sʷ] [zʷ]）                  | [ɬ] ł лъ （[ɬʷ]）                      | [ʃ] [ʒ] š ž ш ж （[ʃʷ] [ʒʷ]）         |                                                                    | [χ] [ʁ] x ɣ х гъ （[χʷ] [ʁʷ]） （[χˤ] [ʁˤ]） | [ħ] [ʕ] ħ ʕ хӀ гӀ （[ħʷ]） | [h] h гь （[hʷ]） （[hˤ]） |
| 鼻音   | [m] m м （[mˤ]）                               | [n] n н                                        |                                        |                                       |                                                                    |                                              |                            |                            |
| 流音   |                                                | [r] r р                                        | [l] l л                                |                                       |                                                                    |                                              |                            |                            |
| 半元音 | [w] w в                                        |                                                |                                        | [j] y й                               |                                                                    |                                              |                            |                            |

- 采兹语有33个辅音。
- 声门塞音（[ʔ]）不是一个独立的音素，自动出现在词首位置的非咽化元音前。
- 复辅音常以增音元音[e]被“拆开”。在[j]后的增音是[i]。
- 声母可以咽化，现行拉丁转写方案中以在辅音后跟着的小[ˤ]表示；西里尔方案则是将Ӏ标在跟着咽化辅音的元音后。
  - 音节末的咽化辅音西里尔转写为Cʼ（C表示辅音），拉丁转写为VCˤ（V表示元音）。一些词典会将它写成VӀC，这会使得CVӀC有歧义（后详）。
  - 音节首的咽化辅音西里尔转写为CVӀ（Ӏ在元音后，这主要是因为咽化影响元音比影响辅音更明显），拉丁转写为CˤV。
  - 据报道，咽化可以实现为会厌音。
- 唇化辅音西里尔转写为Cв，拉丁转写为Cʷ。除/n, l, j, ʕ/和唇音外的辅音均可唇化。

### 元音
|        | 前元音    | 央元音                    | 后元音  |
| ------ | --------- | ------------------------- | ------- |
| 高元音 | [i] i и   |                           | [u] u у |
| 中元音 | [e̞] e е/э |                           | [o̞] o о |
| 低元音 |           | [a]（[aː]） a（ā） а（а̄） |         |

- Tsebari方言只有一个长元音ā。
- 一个元音会在另一个元音前失落，所以不可能连续出现两个元音。不过音节结尾的-u如果在元音前会唇化它前面的辅音。
- 词首的e在西里尔转写中写作э。
- 在目前使用的西里尔正字法中ya、yo、yu也可以写作я、ё、ю。
- 在Asakh方言中长元音自动ā. 其他方言（如Mokok）还有次开前不圆唇元音（[æ]），一般转写为拉丁方案的ä和西里尔方案的аь，有些也有长中后圆唇元音（[o]），转写为ō。

### 音位配列
音节结构通式是CV（C）。没有复元音。它是一种有着复杂形态的黏着语。后缀可以是C、V、CV、VC或C+CV（此处第一个辅音属于前一个音节），取决于词根的结构。一个例子是顶格后缀-ƛʼ（o），它接到besuro（鱼）后形成besuro-ƛʼ（在鱼上），加在is（公牛）上则形成is-ƛʼo以保持其音节结构。

## 形态

### 名词
名词展现数、格和性的变化。

#### 数
名词有单数和复数。复数以后缀-bi加到通格的词干后：besuro（鱼（单数））→ besuro-bi（鱼（复数））。对于所有其他格，后缀是-za；因此“鱼（复数）的...”是besuro-za-s。

#### 格
有8种句法格和更多方位格，区分3类：方位、定位和方向。因此将它们分别加在一起共有64种格。
采兹语是作通型配列语言，这是说它不区分不及物动词主语和及物动词直接宾语，均为无标通格；及物动词主语以作格标记。
据拉马赞·拉贾波夫，有42%的名词的间接格词干与通格词干不同。部分名词会有屈折变化（如变化元音），而其他的名词则会在约20个所谓“主题后缀”中选一个，附加到其他格后缀上。比如，表示“语言”或“舌”的单词是mec，它的间接格词干是mecre-，它的复数是mecrebi，作格是mecrā等等。拉贾波夫说选择正确的后缀有时对母语者而言也很纠结。这似乎体现出它们来自两种或数种不同的复数形式，如英语中“children”其实有两个古复数后缀：-（e）r和-en。采兹语中有时甚至可以在同一个词上同时用古复数、规则复数和更能产的通格复数-bi。

##### 句法格后缀
|         | 单数    | 复数     |
| ------- | ------- | -------- |
| 通格    | -∅      | -bi      |
| 作格    | -ā      | -z-ā     |
| 属格1   | -（e）s | -za-s    |
| 属格2   | -（e）z | -za-z    |
| 与格    | -（e）r | -za-r    |
| 工具格  | -（e）d | -za-d    |
| 等同格1 | -ce     | -za-ce   |
| 等同格2 | -qʼāy   | -za-qʼāy |

那两种语法格中第一种被用在通格首名词上做定语，第二类则用在间接格上。这意味着属格1用于如žekʼu-s is“男人的公牛”，属格2用于如žekʼu-z is-er“为了男人的公牛”。
等同格1用于比较，如besuro-ce“像条鱼”，也可以与其他格相连。
拉贾波夫提供了另外3种格，分别是所有格1（-łay）、所有格2（-xu）和欠格（-tay）。然而其证据值得商榷，它们似乎同时展现屈折变化和派生趋势。

##### 方位格后缀
|        | 样格            | 携格              | 离格             | 向格1                     | 含义                         |
| ------ | --------------- | ----------------- | ---------------- | ------------------------- | ---------------------------- |
| In—    | -ā -āz          | -ā-r -āz-a-r      | -āy -āz-ay       | -āɣor -āz-a               | = 在...里（中空物体）        |
| Cont—  | -ł -ł-āz        | -ł-er -ł-āz-a-r   | -ł-āy -ł-āz-ay   | -ł-xor -ł-āz-a            | = 在...里（物质），在...之中 |
| Super— | -ƛʼ（o） -ƛʼ-āz | -ƛʼo-r -ƛʼ-āz-a-r | -ƛʼ-āy -ƛʼ-āz-ay | -ƛʼ-āɣor, -ƛʼ-ār -ƛʼ-āz-a | = 在...上（水平）            |
| Sub—   | -ƛ -ƛ-āz        | -ƛ-er -ƛ-āz-a-r   | -ƛ-āy -ƛ-āz-ay   | -ƛ-xor -ƛ-āz-a            | = 底下                       |
| Ad—    | -x（o） -x-āz   | -xo-r -x-āz-a-r   | -x-āy -x-āz-ay   | -x-āɣor, -x-ā-r -x-āz-a   | = 在                         |
| Apud—  | -de -d-āz       | -de-r -d-āz-a-r   | -d-āy -d-āz-ay   | -d-āɣ，或-d-ā-r -d-āz-a   | = 靠近                       |
| Poss—  | -q（o） -q-āz   | -qo-r -q-āz-a-r   | -q-āy -q-āz-ay   | -q-āɣor, -q-ā-r -q-āz-a   | = 在...上（竖直）            |
| 含义   | = 在（地点）    | = 到（目的地）    | = 从（来源）     | = 朝向（方向）            |                              |

1. 向格也称“通用格”。在远指范式中含有“后面”或“超过”的意味。

这些形式中上面的是近指，下面的是远指后缀。向格的近指有时有两个等效形式。圆括号内的增元音o用在以辅音结尾的名词词干后，比如“在公牛旁”是is-xo，“在鱼旁”是besuro-x。

#### 名词格
采兹语的名词类别区分4种单数和2种复数。它们是附着于动词、形容词、副词、少数后置语素如-oƛƛʼo（“在...之间”）或-iłe（“像...”）和强调助词-uy之前的前缀，来展现和名词的一致。一致性只可能词首元音或以咽化元音为首的词上体现出来，但也有少数以元音开头的词不加这些前缀。
| 类 | 单数 | 复数 | 归属                       |
| -- | ---- | ---- | -------------------------- |
| 甲 | ∅-   | b-   | 仅限男性                   |
| 乙 | y-   | r-   | 女性和无生命物体（如“书”） |
| 丙 | b-   | r-   | 动物和无生命物体（如“日”） |
| 丁 | r-   | r-   | 仅限无生命物体（如“水”）   |

无生命物体横跨乙、丙、丁三个类，一个无生命物体应归哪类要看基于名词语义域的特定倾向。可以移动的名词（如太阳、月亮、星星、闪电、车等等）一般属于丙类，一般由女性参与或主导生产的（农）产品（如衣服、莓果或牛奶）一般归乙类。皮革质衣服则因为与动物的关系和皮革同属丙类。
丁类本来只包括抽象词，集体名词和物质名词（如“水”“盐”“天”“风”）。材料似乎也会影响名词的分类：“椅子”和“木头”都属于丁类名词。另外形状似乎也有影响（平坦物一般归入乙类，圆形物一般归入丙类，长条物一般归入丁类）。专有名词的分类与其所指的名词同类。例如，Patʼi（“法蒂玛”）属于乙类，因为它是女名；Asaq（采兹村庄名）属于丙类，因为“村”（ʕaƛʼ）在这一类中。如以上两例所示，新的借词被归类的依据往往是语义上相似的已有采兹语词汇。
试验显示采兹语使用者不会对他们不知道是什么或长什么样的新词进行分类。
特定的派生结尾对应特殊名词分类，下详派生法。
动词和副词一般与短语的通格论元保持一致，无论其及物性如何。

如果有超过一个通格论元以连词-n（o）（“和”）连接且论元中有至少一个甲类词，则小句整体是甲类复数；其他情况下就分别是乙丙丁类复数。比较：
| kid-no                     | uži-n          | 'b'-ay-si     |
| 女孩[II]:ABS-和            | 男孩[I]:ABS-和 | IPL-来-PSTWIT |
| “来了一个女孩和一个男孩。” |                |               |
和
| kid-no                     | meši-n           | 'r'-ay-si      |
| 女孩[II]:ABS-和            | 牛犊[III]:ABS-和 | IIPL-来-PSTWIT |
| “来了一个女孩和一只牛犊。” |                  |                |

### 代词

#### 人称代词
采兹语中人称代词只有第一人称和第二人称。第三人称是指示代词že（单数）和žedi（复数）。人称代词单数的通格和作格形式相同，再加上自由的语序，会使得如Di mi okʼsi这样的句子有歧义，它可以同时表示“我打你”和“你打我”。但是它们的间接格和属格1不规则形式中的形式不一样，与代词复数相同。如下表，代词单数对于全部4种名词形式都相同，而复数可以帮助做出区分。
|              |            | 甲类         | 乙丙丁类 |
| ------------ | ---------- | ------------ | -------- |
| 第一人称单数 | 通格&作格  | di           |          |
| 第一人称单数 | 间接格     | dā-          |          |
| 第一人称单数 | 属格1      | dey          |          |
| 第二人称单数 | 通格&作格  | mi           |          |
| 第二人称单数 | 间接格     | debe-1 dow-2 |          |
| 第二人称单数 | 属格1      | debi         |          |
| 第一人称复数 | 通格       | eli          | ela      |
| 间接格       | elu-       | ela-         |          |
| 特殊属格13   | eli        |              |          |
| 特殊属格23   | eliz       |              |          |
| 第二人称复数 | 通格       | meži         | meža     |
| 第二人称复数 | 间接格     | mežu-        | meža-    |
| 第二人称复数 | 特殊属格13 | meži         |          |
| 第二人称复数 | 特殊属格23 | mežiz        |          |

1. 这个形式在韵尾辅音前使用，如后缀-r。
2. 这个形式在声母辅音前使用，如后缀-de。
3. 两种属格的特别形式在所有者是一个紧密的群体时使用，如家庭。因此用于“我们的母亲”的是eli eniy，而不是elus eniy。复数指示代词žedi（“他们”）也展示这个特征，紧密群体属格1时是žedi，紧密群体属格2时是žediz。对于一般的所有者，这些形式分别是žedus和žeduz。

- 还有反身人称代词，意为“自己”，通格和间接格形式分别是žo和ne-。

#### 指示代词
指示词是附着于对应名词的后缀。它们依名词词类、数词和格发生屈折变化，并在近指（“这”）和远指（“那”）作出双向区分，后者也用于第三人称代词。
间接格形式一般用于修饰，也是其他格（间接格）后缀附着的基式。
|      |        | 单数 | 单数       | 复数  | 复数     |
|      |        | 甲类 | 乙丙丁类   | 甲类  | 乙丙丁类 |
| ---- | ------ | ---- | ---------- | ----- | -------- |
| 近指 | 通格   | -da  | -du        | -ziri |          |
| 近指 | 间接格 | -si  | -ła-, -ł1  | -zi   | -za      |
| 远指 | 通格   | že   | žedi       |       |          |
| 远指 | 间接格 | nesi | neło, neł1 | žedu  | žeda     |

1. 形式-ł在元音后的词尾位置是非必须的。

#### 疑问代词
疑问词对于人（“谁？”）和非人（“什么？”）的区分仅体现在间接格形式上。非人疑问代词则需要丁类词缀以达到一致。
取代修饰语（如“何时？”或“为什么？”）的疑问代词一般出现在句子开头，而那些取代的论元（“谁？”“什么？”等等）一般占据被取代的词的位置。它们可以为特定语段的连接而前置，比如前置的šebi应被译作“哪个”而不是“什么”。
|        | 人   | 非人 |
| ------ | ---- | ---- |
| 通格   | šebi |      |
| 间接格 | łā   | łina |
| 作格   | łu   | łinā |

其他疑问代词还有：
- dice（“多少？”）
- didiyu（“哪个？”）
- didur（“如何？”）
- łina-s（“为什么？”），看上去是非人间接格疑问代词的属格1形式
- nā（“哪里？”），词干na-
- neti（“何时？”）
- šidā（“为什么？”）
- šomo（“多少？”）

### 动词
采兹语的动词形态非常丰富且有许多类。虽然变位有着巨大的多样性，但真正的不规则动词只有“存在”，它的词形是yoł（现在）、ānu（现在否定）、zow-（过去）等。共有4个形态群，基于词干的末位音素区分：第一组以辅音结尾，第二组以i结尾，第三组以-u结尾，第四组包含以-d（元音前）/-y（其他）结尾的动词。

#### 时-体-语气
直陈语气下共有5个时态，下表展示的是分别为元音和辅音性词干尾的动词例子。过去式表现显著区别。
| 形式       | 后缀                              | 与-iš-（“吃”） | 与-esu-（“找”） |
| ---------- | --------------------------------- | -------------- | --------------- |
| 过去未经历 | -n（o）                           | -iš-no “吃了”  | -esu-n “找了”   |
| 过去经历   | -s（i）                           | -iš-si “吃了”  | -esu-s “找了”   |
| 现在       | -x（o）                           | -iš-xo “吃”    | -esu-x “找”     |
| 将来定式   | -an                               | -iš-an “会吃”  | -esʷ-an “会找”  |
| 将来不定式 | ā前最后一个辅音前的词干的元音变换 | -āš “会吃”     | -āsu “会找”     |

- 特殊疑问句中过去经历后缀是-ā而不是-s（i）。一般疑问句中谓语动词需要加-ā；过去经历形式则需要以-iyā（辅音后）或-yā（元音后）结尾。
- 两种不同将来时中，定式的那个有被说话者希望的意思（“我想且我会...”）且只用于第一人称，而不定的那个（简单的“会”）倾向于二三人称。
- 其他语气的形成如下：
  - 祈使语气没有不及物动词后缀（如-ikʼi!“去！”），及物动词有后缀-o（如tʼetʼr-o!“读！”）；动词一般在最前面。
  - 祈愿语气加-ƛ到祈使句，如tʼetʼr-o-ƛ!（“让他读！”）。
- 动词分析形式同样在体上表现巨大的多样性，意为：

- - 强调将来体 = 不定式+“存在”（现在时）；如-ikʼ-a yoł（“应去”）
  - 进行体 = 未完成动名词+“存在”（其适当时体形态下）；如-ikʼi-x zow-si（“曾在去”）
  - 完整体 = 完成动名词+“存在”；如-ikʼi-n zow-si（“已经去了”）
  - 完成体 = 结果分词+“存在”；如-ikʼ-āsi zow-si（“已经去了”）
  - 强调体 = 现在分词+“存在”；如-ikʼi-xo-si zow-si（“倾向于去”）
  - 结果体 =（未）完成体动名词+-iči-（“位于”）的结果分词+“存在”；如-ikʼi-n -ič-ā-si zow-si（“不见了”）或-ikʼi-x -ič-ā-si zow-si（“因此处于途中的状态”）

#### 否定
陈述句基本的否定后缀是-čʼV，V的变与否取决于动词的时体态；插入动词词干后面。下面的例子是对例词-ikʼi-（“去”）的变形：
| 形式           | 否定后缀                  | 与-ikʼi-（“去”）                        |
| -------------- | ------------------------- | --------------------------------------- |
| 过去未经历否定 | -čʼey-                    | -ikʼi-čʼey “（过去）没去”               |
| 过去经历否定   | -čʼu-                     | -ikʼi-čʼu-s或-ikʼi-čʼu “（过去）没去过” |
| 现在否定       | -ānu-（“存在”的现在否定） | -ikʼi-x-ānu “（现在）没去”              |
| 将来定式否定   | -čʼi-                     | -ikʼ-ā-čʼi-n “不会去”                   |
| 将来不定否定   | -čʼi-                     | -ākʼi-čʼi “不会去”（元音变换！）        |

- 禁止句（即否定祈使句）通过将后缀-no加到动词将来不定式后实现，如-āš-no!（“别吃！”）。
- 否定希求语气仅加-ƛ：āš-no-ƛ（“让他别吃！”）。

#### 非限定形式
分词表现得像形容词，只在类的不同上表现多样性。附着为前缀。采兹语中有几种不同的分词：
| 形式         | 后缀                   | 与-iš-（“吃”）               |
| ------------ | ---------------------- | ---------------------------- |
| 过去分词     | -ru（词干元音→ā）1     | -āš-ru “吃过了”              |
| 过去否定分词 | -čʼi-ru（词干元音→ā）1 | -āš-čʼi-ru “没吃过”          |
| 结果分词     | -ā-si                  | -iš-ā-si “在吃过了的状态下”  |
| 结果否定分词 | -ani                   | -iš-ani “在没有吃过的状态下” |
| 现在分词     | -xo-si                 | -iš-xo-si “吃着”             |
| 现在否定分词 | -x-ānu-si              | -iš-x-ānu-si “没在吃”        |

1. 此处词干元音指最后一个辅音前的元音。注意词干不是词根，那是使役动词；因此-ikʼi-（“去”）变成-ākʼi-, 但其使役形式-ikʼir-（“使去”）则是-ikʼār-。有时增元音可以加长为ā，如：tʼetʼr-（“学习”），变成tʼetʼār-。

采兹语中有很多动副词，如动名词和动词副词。下表没有穷尽，展示了时间动副词（C）和动词（V）间的关系：
| C与V间   | C与V间   | 后缀                 | 与-ikʼi-（“去”）                  |
| -------- | -------- | -------------------- | --------------------------------- |
| C与V同时 | 动作方式 | -x                   | -ikʼi-x                           |
| C与V同时 | 瞬息     | -ƛʼ                  | -ikʼi-ƛʼ                          |
| C与V同时 | 简单同时 | -ƛʼorey / -zey       | -ikʼi-ƛʼorey / -ikʼi-zey “当他去” |
| C在V前   | 动作方式 | -n                   | -ikʼi-n                           |
| C在V前   | 简单领先 | -nosi                | -ikʼi-nosi “他走后”               |
| C在V前   | 立即领先 | -run（词干元音→ ā）1 | -ākʼi-run “他去之后马上”          |
| C在V后   | 简单后继 | -zaƛʼor              | -ikʼi-zaƛʼor “他去之前”           |
| C在V后   | 限定后继 | -a-ce                | -ikʼ-a-ce “直到他去”              |

- 其他非时间动副词有：
  - 完成体（补词）和未完成体（持续体）动副词分别等同于过去未意识到和现在时：-n（o）和-x（o）

- - 方位动副词: -z-ā，词干元音变为ā
  - 原因动副词：-xoy、-za-ƛʼ或-za-q；如-iš-xoy（“因为吃”）
  - 条件动副词：-nāy或-łi；如iš-nāy（“如果他吃”）
  - 让步动副词：-łin
- 未完成体：-a；如-iš-a（“吃”）
- 动词性名词：-（a）ni；如-iš-ani（“吃这件事”）和-rečʼ-ni（“切这件事”）

#### 可能性与使役
假设语气以后缀-（e）ł表示。使役后缀是-（e）r。当词干以元音结尾或接以元音在前的后缀时，增元音会失落。比如确定将来后缀-an，插入的元音需被移除：iš-er（“让他吃”），但iš-r-an（“会让他吃”）。

### 助词
采兹语有很多种助词，大部分作为附着语素出现。副词-tow表示一般的强调，-kin则表示强调和聚焦。主题化组分以助词-gon标记。作为附着语素，它们可以附着到任何词类的词上。引语助词直接用在间接引语上，并作为后缀-ƛ出现在引语短语或句的结尾。如：Di žekʼu yołƛin eƛix kʼetʼā（“猫说：‘我是人’”）。也有许多自由助词，如hudu（“是的”）或āy（“不”）。

### 词法

#### 派生

##### 名词化后缀
- -bi/-zi（加到地名后）：定居者
如Newo-bi/Newo-zi（“Mokok的居民”，来自Newo“Mokok”）
- -łi（加到表示人的单数通格名词或加到丁类形容词）：抽象名词和领有
如laɣ-łi（“奴隶身份、奴隶制”，来自laɣ“奴隶”）, učitel-łi（“教导”，来自俄语借词učitel“老师”）、r-igu-łi（“优雅、善良”，来自-igu“好”）
- -kʼu（加到形式反复的动词词干）：工具或人格描述
如ˤuƛʼno-kʼu（“胆小鬼”，来自ˤuƛʼ-“害怕”），ˤiya-kʼu（“叫喊者”，来自ˤiyad-“叫喊”）

- -ni（加到动词词干和象声名词）：抽象名词
如rečʼ-ni（“锐利”，来自rečʼ-“切”）、ˤoy-ni（“哞叫声”，来自ˤoy“哞”）
- -qu（加到间接格名词词干）或用得较少的阿瓦尔语后缀-qan：容器或职业
如magala-qu（“面包师”）、bocʼ-a-qu（“狼阱”）、qido-qan（“泥瓦匠”）

- -qʼoy/-qoy/-ħoy（加到单数间接格名词词干）：包络物体
如reƛʼi-qoy（“手套”，来自reƛʼa“手”）
- -yo（加到名词携格单数）：领有者
如kotʼu-r-yo（“有胡子的人”，来自kotʼu“胡须”）

##### 形容词化后缀
- -mu（加到单数通格名词、形容词或动词）：简单形容词
如boryo-mu（“病恹恹”，来自boryo“痛、伤”），atʼi-mu（“生，未熟”，来自atʼiy“湿”），šakarya-mu（“妒忌”，来自šakaryad-"to be jealous"）
- -šay（加到间接格名词词干）: 不可分割的含有
如čakaryo-šay čay（“甜茶”，字面“有糖的茶”）
- -tay（加到间接格名词词干）: 无、缺乏
如ciyo-tay（“无盐的”）
- -xu（加到间接格名词词干）: 可分割的含有
如ciyo-xu raƛʼ（“有盐结晶的土”）

##### 动词化后缀
部分动词化后缀，如使役和可能性派生词，已在动词形态章节中提到。其他例子有：
- -kʼ-（加到性质形容词和副词以及一些以-x结尾的不及物动词）: 及物动词
如atʼi-kʼ-（“浸”，来自atʼiy“湿”），bito-kʼ-（“移动某物”，来自bittay“在那里”），łicʼo-kʼ-（“联合”，来自łicʼox-“混合”）

- -ł-（加到性质形容词和副词）: 不及物动词
如atʼi-ł-（“变湿”，来自atʼiy“湿”），ade-x-（“向前移动”，来自adāy“在前面”）

#### 复合与重复
采兹语中通过已有词汇的结合来造词是可能的；通常可以派生名词和动词，也有复合形容词和复合副词。只有后一个组分会发生屈折，因为它是短语的主体词。然而它不直接负责复合名词的归类—如果两个组分之一属于甲类，那么整个复合词就属于甲类，否则会自动视作乙类名词。有时后一个成分会是截形的（见例5）。也可能加后缀（见例1）。下表不是穷尽的：
- debi-dey-łi “争吵、分割”（字面“你的-我的”+名词化-łi）
- eni-obiy或eni-obu“家长”（字面“母亲-父亲”）
- ħotʼo-čʼel “马镫”（字面“脚-地点”）
- -ikʼi-nex- “来回走”（字面“去-来”）
- ƛʼiri-ku “披肩”（字面ƛʼiri“上”-kur“扔”）
- niga-cʼuda “擦伤”（字面“红-绿”）
- rigu-žuka “一切”（字面“好-坏”）
- taqqo-naqqo “来回”（字面“在那侧-在这侧”）
- tʼitʼi-ečʼ- “切碎”（字面“撕-切"）

其他造词的一般方法还有重复，可以派生名词、形容词和动词。重复名词中开头的音节可经历变换，如xisi-basi“变化”或bix-mix“草丛”。可用于加强形容词（如r-očʼi-r-očʼiy“非常冷”）和动词（如-okʼ-okʼ-“反复刺”），也用于拟声词（如ħi-ħi“马嘶鸣”）.
另一种高度能产的产生动词的方法是将一个词（常常借自阿拉伯语和阿瓦尔语）和采兹语动词-oq-（“保持；成为”）或-od-（“做”）结合，也可以结合别的动词。注意只有第二个词可以发生屈折变化，第一个词不会变化。一些例子：
- bercin -oq-“把...装饰”（来自阿瓦尔语берцинав（bercinaw）“美丽”）
- paradat -od-“卖”（来自俄语продать（prodat’）“卖”）
- razwod b-od-“离婚”（来自俄语развод（razvod）“离婚”）
- riƛu riƛʼ-“犁地”（字面“犁地-犁”）
- rokʼ-ƛʼo-r r-ay-“回忆”（字面“心-SUPER-LAT III-到”）
- rokʼu r-exu-“感到遗憾”（字面“心死”）
- sapu y-od-“摧毁”
- tʼamizi -od-“导致”（来自阿瓦尔语тIамизе（tʼamize）“强迫”）
- woržizi -oq-“飞”（来自阿瓦尔语-оржизе（-oržize）“飞”）
- xabar b-od-“说”（来自阿拉伯语خبر（xabar）“新闻、信件”取道阿瓦尔语хабар（xabar）“故事”借来）

## 句法

### 名词短语
每种定义的名词短语（NP）都有名词性引导词，这可以是名词、代词或名词化表达，如加了名词化后缀-łi的分词，动名词或名词化限制性形容词（如“更老的那个”）—后者是直接加在形容词词干上的后缀-ni。全都有格变化。
因为采兹语是中心语后置语言，所有在引导名词前的修饰词都与其所属的类一致。中立的修饰词语序通常是：
1. 关系从句
2. 非强调所有格代词
3. 强调所有格代词
4. 限制性形容词
5. 指示代词
6. 数词/量词
7. 非限制性形容词

注意第4、5、6个元素的顺序可以变换：
| sideni                               | ʕaƛ-ā     | b-iči-xosi      | nesi-s  | b-aqʼˤu | žuka-tʼa-ni    | ʕagarłi |
| 另一                                 | 村-IN:ESS | IPL-存在-PRSPRT | 他-GEN1 | IPL-多  | 坏-DISTR-RESTR | 亲戚    |
| “他在隔壁村有很多令人感到不快的亲戚” |           |                 |         |         |                |         |
修饰词可以包含间接格名词短语，which then take2个属格后缀之一，具体取决于所引导的名词的格：通格是-si，间接格是-zo。比较：
ħon-ƛʼo-si ʕadala（“山上的傻瓜”，通格）
和
ħon-ƛʼo-zo ʕadala-r（“给山上的傻瓜”，与格/携格）

### 主谓短语
主谓短语（VP）是由动词或系词引导的短语。动词可以有不同的及物性，可以直接影响对其名词性论元的格分配。

#### 系词
采兹语中系词用于结合主语和名词小句或作表语的形容词，可以翻译为汉语系词“是”。主语和表语名词被赋以无标通格。如果环境条件被形容词描述，则形容词属于丁类。比较：
| ʕAli-s                   | obiy | aħo    | yoł    |
| 阿里-GEN1                | 父亲 | 牧羊人 | 是:PRS |
| “阿里的父亲是个牧羊人。” |      |        |        |
and
| ciq-qo         | 'r'-očʼiy | zow-si    |
| 森林-POSS:ESS  | 'IV'-冷   | 是-PSTWIT |
| “森林里很冷。” |           |           |

#### 不及物动词
不及物动词唯一的论元以未标记通格出现。动词与名词在类别上保持一致。
例句：is b-exu-s（“公牛死了”）。

#### 单及物动词
单及物动词是一种有2个论元的动词。鉴于采兹语是作通格语言，施事被赋予作格，直接宾语（或受事）被赋予通格。及物动词的直接宾语与一个不及物动词的主语的标记方式相同。动词与通格直接宾语的名词类别保持一致。
| žekʼ-ā       | gulu   | 'b'-okʼ-si      |
| 男人-ERG     | 马:ABS | 'III'-打-PSTWIT |
| “男人打马。” |        |                 |
如果语境够清晰，施事或受事均可省略。

#### 双宾语动词
双宾语动词对应3个论元：主语（或施事）、直接宾语（或受事）和间接宾语（或接受者）。“给”和“借”是典型的双宾语动词。采兹语中施事得到作格，受事得到通格。接受者的格取决于领属或信息的移交的语义本质：如果是长期移交（如“（作为礼物）送出”），接受者得到与格或携格（以-（e）r结尾）；如果是短期移交（如“借”）或未完成的移交，接受者得到任一方位格。两个例子：
长期移交：
| ʕAl-ā                                  | kidbe-r  | surat  | teƛ-si    |
| 阿里-ERG                               | 女孩-DAT | 画:ABS | 给-PSTWIT |
| “阿里给了女孩一幅画（受益，如礼物）。” |          |        |           |
短期移交：
| ʕAl-ā                    | kidbe-qo-r    | surat  | teƛ-si    |
| 阿里-ERG                 | 女孩-POSS-DAT | 画:ABS | 给-PSTWIT |
| “女孩向阿里借了一幅画。” |               |        |           |

#### 情态从句
情态从句可以由情态动词或物理动词作谓语。这些动词如：“感到无聊”“得知”“找到”“忘”“恨”“听”“知道”“爱”“怀念”“看”等等。经历者（对应汉语中的主语）一般是与格，受激者（对应汉语中的宾语）则是通格。
| ʕAli-r           | Patʼi      | y-eti-x   |
| 阿里-DAT         | 法蒂玛:ABS | II-爱-PRS |
| “阿里爱法蒂玛。” |            |           |

#### 可能性从句
可能性从句对应汉语带“能够”的句子。采兹语中这通过动词后缀-ł表现；从句的主语获得所有格（-q（o）而不是作格，而动词的宾语则是通格。
| kʼetʼu-q       | ɣˤay     | ħaƛu-ł-xo  |
| 猫-POSS:ESS    | 牛奶:ABS | 喝-POT-PRS |
| “猫能喝牛奶。” |          |            |

#### 使动
使役结构（“使某人做某事”）通过使动后缀-r体现。它可以提升任何动词的配价。如果一个双宾语动词派生自及物动词，受致使者（即同时是主语和宾语的主题）会以所有格（-q（o））出现；见下例（在使役后缀前的e是增元音）：
| aħ-ā                     | čanaqan-qo    | zey    | žekʼ-er-si       |
| 牧羊人-ERG               | 猎人-POSS:ESS | 熊:ABS | 击中-CAUS-PSTWIT |
| “牧羊人使得猎人击中熊。” |               |        |                  |

### 语序
采兹语是中心语后置语言，这意味着除后置词外，关系从句、形容词、属格词和数词等修饰语在主小句前。超过一个修饰语的中立小句语序是：
施事/体验者/经历者—接受者—受事—方位—工具
词序可单独的名词短语。
通常的底层词序是SOV（主语–宾语–谓语）, 谓语倾向于在句中而不是在句尾。这个语序似乎正在日常对话中变得越来越普遍。叙述时也可能使用VSO语序。

### 疑问句
疑问后缀-ā（在元音后是-yā）用于标记特殊疑问句。它加到问题的焦点词上：
| kʼetʼu           | ɣˤutk-ā     | yoł-ā？    |
| 猫:ABS           | 房子-IN:ESS | 在:PRS-INT |
| “猫在房子里吗？” |             |            |
| kʼetʼu-yā                  | ɣˤutk-ā     | yoł?   |
| 猫:ABS-INT                 | 房子-IN:ESS | 在:PRS |
| “这是那只在房子里的猫吗？” |             |        |
| kʼetʼu                     | ɣˤutk-ā-yā      | yoł?   |
| 猫:ABS                     | 房子-IN:ESS-INT | 在:PRS |
| “这是那间有猫在的房子吗？” |                 |        |

### 否定
否定词ānu跟在否定成分后；若否定对象是整个句子则使用动词后缀（详上介绍的动词形态）。
至于祈使、禁止和希求语气，详上动词形态。

### 配位
从句配位（汉语中一般用连词“和”）在采兹语中罕见。名词小句通过加后缀-n（元音后）或-no（辅音后）至所列举的一切成分进行配位，这样“公鸡和母鸡”是onuču-n mamalay-no。条件句中连词“那时”可以通过yołi表达：
| tatanu                                 | ɣudi   | r-oq-si      | yołi | eli     | ker-āɣor  | esanad-a | b-ikʼ-a    | zow-si      |
| 暖                                     | 天:ABS | IV-变-PSTWIT | COND | 1PL:ABS | 河-IN:ALL | 洗澡-INF | IPL-去-INF | 存在-PSTWIT |
| “如果天气转暖，那我们就去河里洗澡了。” |        |              |      |         |           |          |            |             |

### 小句

#### 关系从句
句子中任何论元或修饰语都可以领导关系从句，甚至包括间接宾语和状语。这种小句的谓语一直都是分词，关系结构在起引导作用的名词前。组分可从嵌入式从句中取出。但要在所有格短语中关系结构的首部提到所有者是不可能的。
下例展示了不同的论元（第2、3、4例）和状语（第5例）如何以例1句为基础关系从句化：
例1（标准）：
| už-ā                   | kidb-er  | gagali | teƛ-si/teƛ-xo    |
| 男孩-ERG               | 女孩-DAT | 花:ABS | 给-PSTWIT/给-PRS |
| “男孩给了女孩一朵花。” |          |        |                  |
例2（关系化施事）：
| kidb-er                | gagali | tāƛ-ru/teƛ-xosi     | uži      |
| 女孩-DAT               | 花:ABS | 给-PSTPRT/给-PRSPRT | 男孩:ABS |
| “给了女孩一朵花的男孩” |        |                     |          |
例3（关系化受事）：
| už-ā                   | kidb-er  | tāƛ-ru/teƛ-xosi     | gagali |
| 男孩-ERG               | 女孩-DAT | 给-PSTPRT/给-PRSPRT | 花:ABS |
| “那朵男孩给了女孩的花” |          |                     |        |
例4（关系化接受者）：
| už-ā             | gagali | tāƛ-ru/teƛ-xosi     | kid      |
| 男孩-ERG         | 花:ABS | 给-PSTPRT/给-PRSPRT | 女孩:ABS |
| “男孩送花的女孩” |        |                     |          |
例5（关系化修饰语）：
| už-ā                       | kidb-er  | gagali | tāƛ-ru/teƛ-xosi     | ɣudi   |
| 男孩-ERG                   | 女孩-DAT | 花:ABS | 给-PSTPRT/给-PRSPRT | 天:ABS |
| “男孩给了女孩一朵花的那天” |          |        |                     |        |

#### 状语从句
时间状语从句描述有时间顺序的两个动作，如“我们在下雨之前就已经到家了。”或“如果他干了那事，告诉我。”。采兹语中这个关系由能将动词变为动副词的动词后缀标记。详见动词形态章节“非限定形式”下的动副词后缀表。
方位状语从句使用方位动副词，这种词也是通过向动词添加后缀-z-ā-，同时动词末辅音前的元音延长为ā而来。这个动副词引导方位短语，并能接受通常加到名词上的方位格后缀。
原因状语从句在汉语中一般由“因为”引导，采兹语中要加动副词后缀-xoy、-za-ƛʼ或-za-q。
还有好几种状语从句，更多后缀见动词形态章节“非限定形式”。

#### 不定式从句
模式动词、动词短语、情态动词和物理动词均能被附有动词不定式。动词性名词（通过后缀-（a）ni生成）可替代动词不定式使用，它表达目的表达得更强烈。这些动词性名词也会与物理动词如“害怕”一起出现，并被赋予所有格（以-q结尾）。

#### 宾语从句
当一个小句充当宾语，如“父亲知道[男孩想要面包]”，非必须的名词化后缀-łi可附着于嵌入式从句的谓语。从句整体属于丁类名词：
| obi-r                      | [uži-r    | magalu   | b-āti-ru-'łi']        | r-iy-si        |
| 父亲-DAT                   | [男孩-DAT | 面包:ABS | III-想-PSTPRT-'NMLZ'] | IV-知道-PSTWIT |
| “父亲知道[男孩想要面包]。” |           |          |                       |                |

#### 转述引语
言语行为动词如“说”“问”“喊”引导转述引语时，所述表达之后是引语附着助词ƛin，作动词后缀并在所有格时都保持独立。值得注意的是人称和时态与所转述的原句一致，这使得直陈与转述的唯一区别就在有没有ƛin。见下例：
| ʕAl-ā              | dā-q         | quno | ocʼcʼino | qʼˤano | ƛeb    | yoł-ƛin     | eƛi-s     |
| 阿里-ERG           | 1SG-POSS:ESS | 二十 | 十       | 二     | 年:ABS | be:PRS-QUOT | 说-PSTWIT |
| “阿里说他32岁了。” |              |      |          |        |        |             |           |

## 数词
数词有两种不同形式：通格和间接格（以-a结尾）。数词不用做定语且存在其他格尾缀时用间接格形式。修饰非通格名词时使用间接格形式，如sida ˤaƛār（“到（一个）村”）。数数时被数的宾语一般都是单数。
|         | 通格                        | 间接格            |
| ------- | --------------------------- | ----------------- |
| '1'     | sis                         | sida              |
| '2'     | qʼˤano                      | qʼˤuna            |
| '3'     | łˤono                       | łˤora             |
| '4'     | uyno                        | uyra              |
| '5'     | łeno                        | łera              |
| '6'     | iłno                        | iłłira            |
| '7'     | ʕoƛno                       | ʕoƛƛora           |
| '8'     | biƛno                       | biƛƛira           |
| '9'     | očʼčʼino                    | očʼčʼira          |
| '10'    | ocʼcʼino                    | ocʼcʼira          |
| '11'    | ocʼcʼino sis / siyocʼi      | ocʼcʼira sida     |
| '12'    | ocʼcʼino qʼˤano / qʼˤayocʼi | ocʼcʼira qʼˤuna   |
| '13'    | ocʼcʼino łˤono / łˤoyocʼi   | ocʼcʼira łˤora    |
| '14'    | ocʼcʼino uyno / uwocʼi      | ocʼcʼira uyra     |
| '15'    | ocʼcʼino łeno / łewocʼi     | ocʼcʼira łera     |
| '16'    | ocʼcʼino iłno / iłocʼi      | ocʼcʼira iłłira   |
| '17'    | ocʼcʼino ʕoƛno / ʕoƛocʼi    | ocʼcʼira ʕoƛƛora  |
| '18'    | ocʼcʼino biƛno / biƛocʼi    | ocʼcʼira biƛƛira  |
| '19'    | ocʼcʼino očʼčʼino / ečʼocʼi | ocʼcʼira očʼčʼira |
| '20'    | quno                        | qura              |
| '100'   | bišon                       | bišonra           |
| '1,000' | ʕazar                       | ʕazarra           |

- 从11数到19有两种方法，但在间接格方式下只存在第一种。第二种是加后缀-ocʼi的方法，不能被变形。
- 20以上20的倍数来自20的变形：qʼˤanoqu（40），łˤonoqu（60），uynoqu（80）。间接格形式加后缀-ra。
- 100的数词有个等效形式bišom，用在复合数词中的后缀-no前。
- 1000的数词ʕazar似乎借自波斯语هزار（hezār“千”），中间可能经阿瓦尔语转手。
- 数百、数千以简单的并列表达，乘数在更大的基数之前，与汉语表达习惯一样。
- 复合数词通过将后缀-no（“和”）加到位数更多的数词上，将位数更少的数词直接放在后面来表达。例如，47是qʼˤanoquno ʕoƛno。像72这样的数词则会被拆成“六十-十二”（łˤonoquno qʼˤayocʼi或łˤonoquno ocʼcʼino qʼˤano）。

'基数'（“一二三”）在名词前，不是复数而是单数；如：uyno is（“四头公牛”）。

'序数'（“第一第二第三”）通过基数词与āƛiru的结合来产生。qʼˤano āƛiru ɣudi意为“第二天”。

'次数'（“一次两次三次”）通过将后缀-no换成-x产生，因此“两次”是采兹语副词qʼˤa-x。像“第二次”这样的表达要加数量状语后缀-x和序数标记āƛiru，结果是qʼˤax āƛiru。

## 书目
- Alekseev, Mikhail E. & Rajabov, Ramazan N. . Caucasian Perspectives. 1993: 372–376.
- Alekseev, Mikhail E. & Rajabov, Ramazan N. . Indigenous Languages of the Caucasus.
- Comrie, Bernard. . The Emergence of the Modern Language Sciences: Studies on the Transition from Historical-Comparative to Structural Linguistics in Honour of E.F.K. Koerner. 1999, 2: 279–288.
- Comrie, Bernard. . Complex Sentences in Grammar and Discourse: Essays in Honor of Sandra A. Thompson. 2002: 19–30. doi:10.1075/z.110.03com.
- Comrie, Bernard. . Non-nominative Subjects. Typological Studies in Language. 2004, 1: 113–127. ISBN 978-90-272-2970-0. doi:10.1075/tsl.60.07com.
- Comrie, Bernard & Polinsky, Maria. . Case, Typology and Grammar. 1998: 95–114. doi:10.1075/tsl.38.09com.
- Comrie, Bernard & Polinsky, Maria. . Functionalism and Formalism in Linguistics. 1999, 2: 77–92. doi:10.1075/slcs.42.06com.
- Comrie, Bernard & Polinsky, Maria. . Typology and Linguistic Theory: From Description to Explanation, for the 60th Birthday of Aleksandr e. Kibrik. 1999: 319–339.
- Comrie, Bernard & Polinsky, Maria. . Current Trends in Caucasian, East European and Inner Asian Linguistics: Papers in Honor of Howard I. Aronson. 2003: 265–289.
- Khalilov, Majid Sh.（1999）. Цезско-русский словарь（Tsez-Russian dictionary）. Moskva: Academia. ISBN 5-87444-086-0
- Polinsky, Maria & Comrie, Bernard. . Folia Linguistica. 1999, 33.2 (Studies in Agreement): 109–130.
- Polinsky, Maria & Potsdam, Eric. . Natural Language and Linguistic Theory. 2001, 19 (3): 583–646. S2CID 29405608. doi:10.1023/A:1010757806504.